# Dis rien
"Dis rien" (tradução portuguesa: "Não digas nada") foi a canção que representou o Mónaco no Festival Eurovisão da Canção 1962 que teve lugar no Luxemburgo.
A canção foi interpretada em francês pela cantora francesa por François Deguelt. A canção foi composta pelo guitarrista de jazz francês Henri Salvador. Foi a décima-sexta canção a ser interpretada na noite do festival, a seguir à canção da Itália "Addio, addio", interrpetada por Claudio Villa. Terminou a competição em 2.º lugar, tendo recebido 13 pontos, ficando apenas atrás da canção de Isabelle Aubret" Un premier amour" pela França. No ano seguinte, o Mónaco foi representado com a canção "L'amour s'en va".

## Autores
- Letrista: René Rouzaud
- Compositor: Henri Salvador
- Orquestrador: Raymond Lefèvre

## Letra
A canção é no estilo chanson, popular nos primeiros anos do Concurso. Deguelt diz a seu amante "Dis rien" ("Não digas nada"), enquanto eles estão em companhia um do outro, como seu amor é suficiente para os dois apreciarem sem palavras.